# Köstenberg

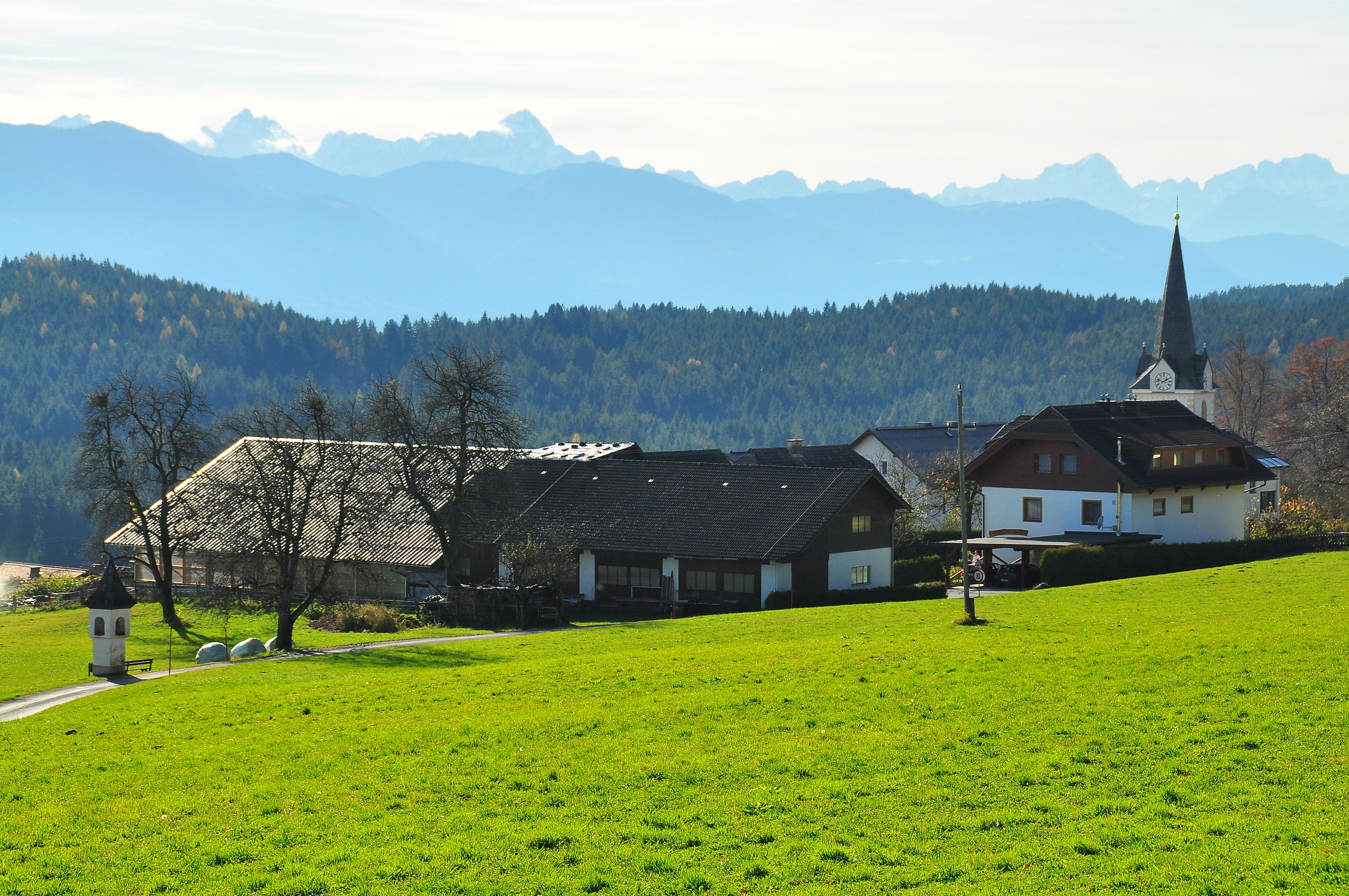
Ansicht von Nord-Ost

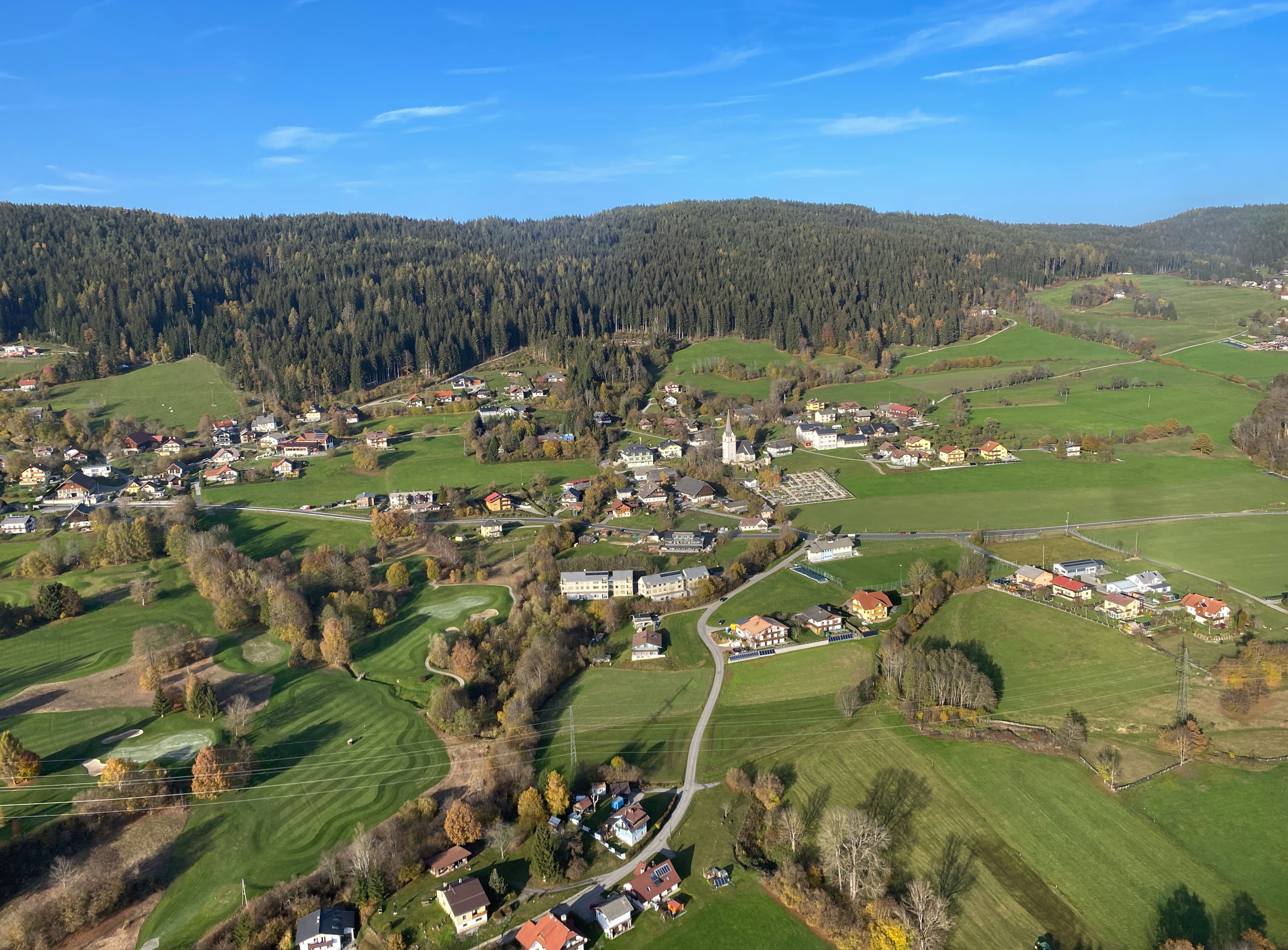
Luftbild von Köstenberg

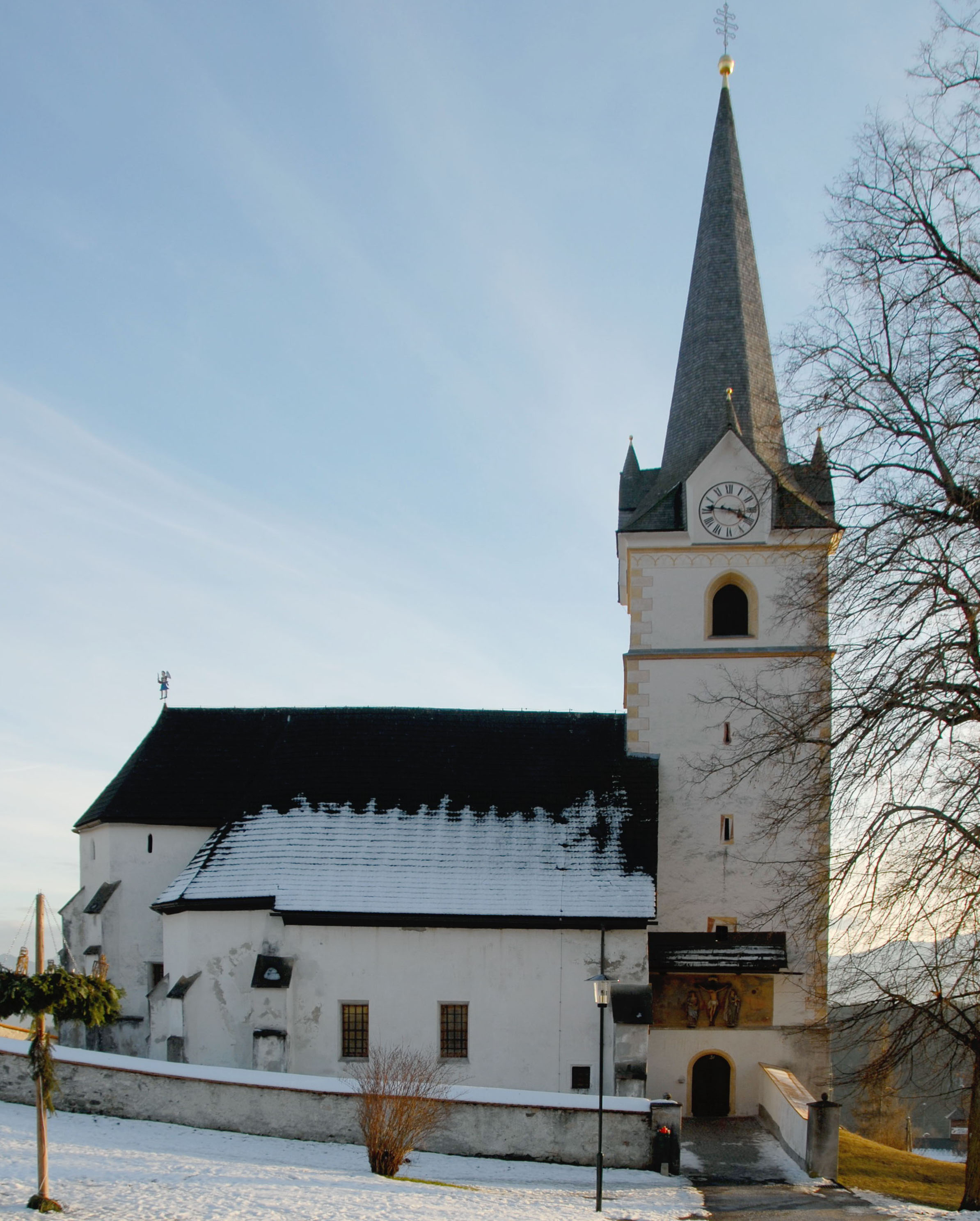
Pfarrkirche Köstenberg

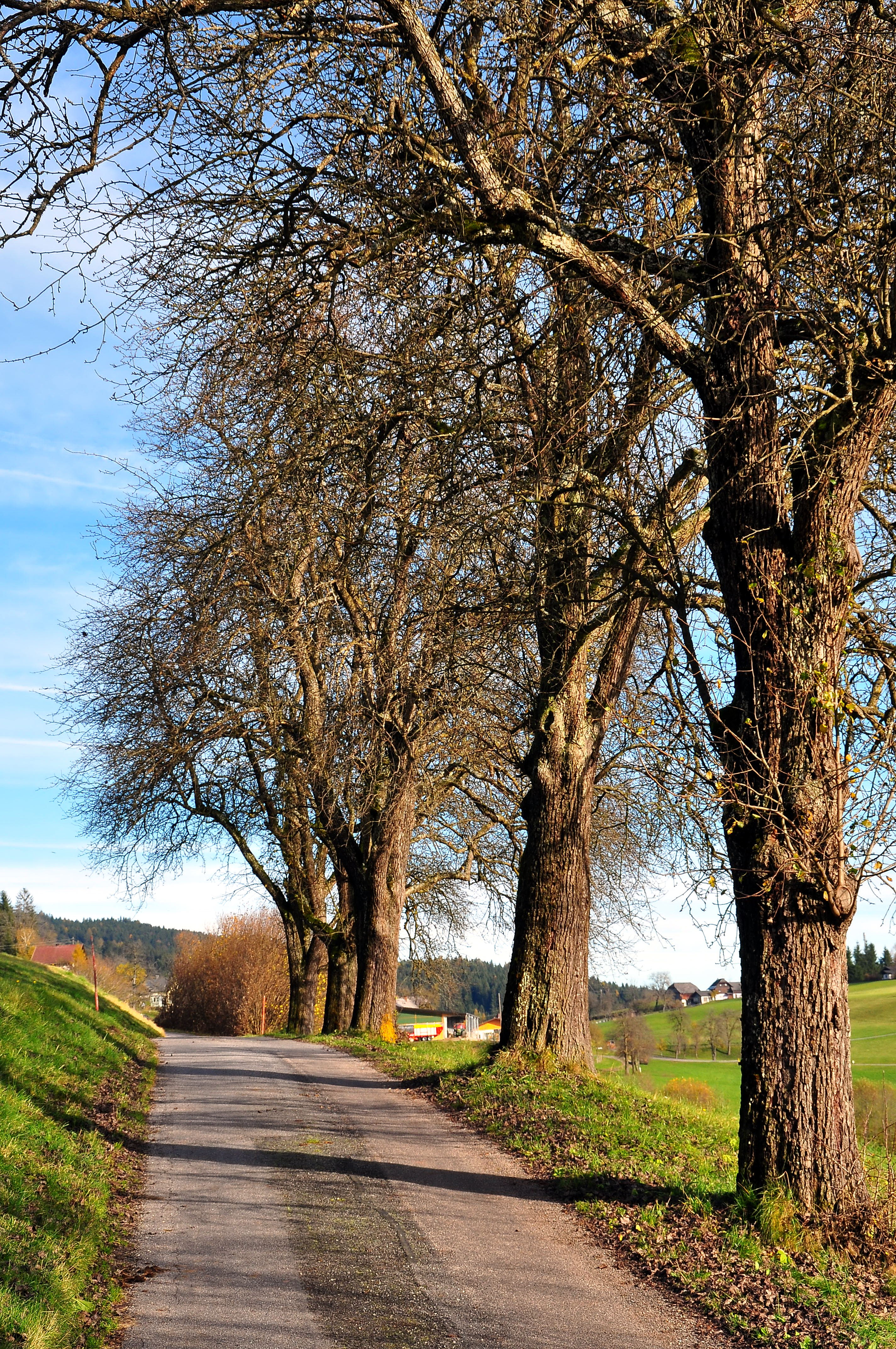
Birnbaum-Halballee östlich der Ortschaft

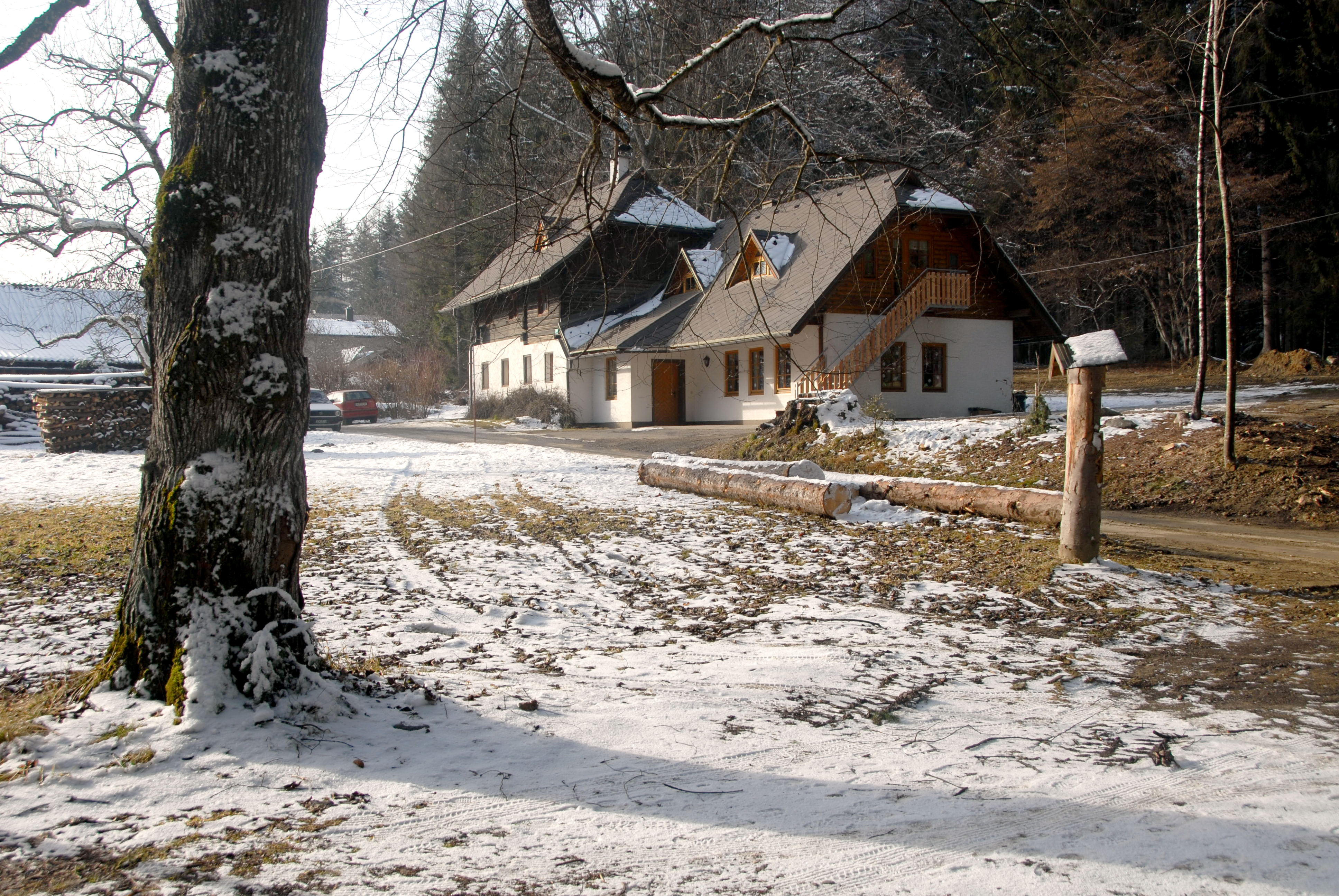
Schmarotzwald

Köstenberg (slowenisch: Kostanje) ist Katastralgemeinde und ein Haufendorf im Gebiet der Marktgemeinde Velden am Wörthersee in Kärnten in Österreich. Es liegt in den Ossiacher Tauern auf einer Seehöhe von 790 m ü. A. und wird im Jahr 1150 urkundlich in der Aufzählung von Freisinger Besitzungen genannt. Bis zur Gemeindestrukturreform im Jahr 1973 war Köstenberg eine eigenständige Gemeinde. Die Ortschaft hatte bei der Volkszählung im Jahr 2001 150 Einwohner.

## Pfarrkirche Heilige Philipp und Jakob
Der Sakralbau wird urkundlich erstmals im Jahr 1202 erwähnt und zuletzt im Jahr 1962 restauriert. Die ehemalige gotische Wehrkirche steht am Rand einer Felsstufe innerhalb des befestigten Friedhofs, dessen Mauer noch drei Schießscharten zeigt.

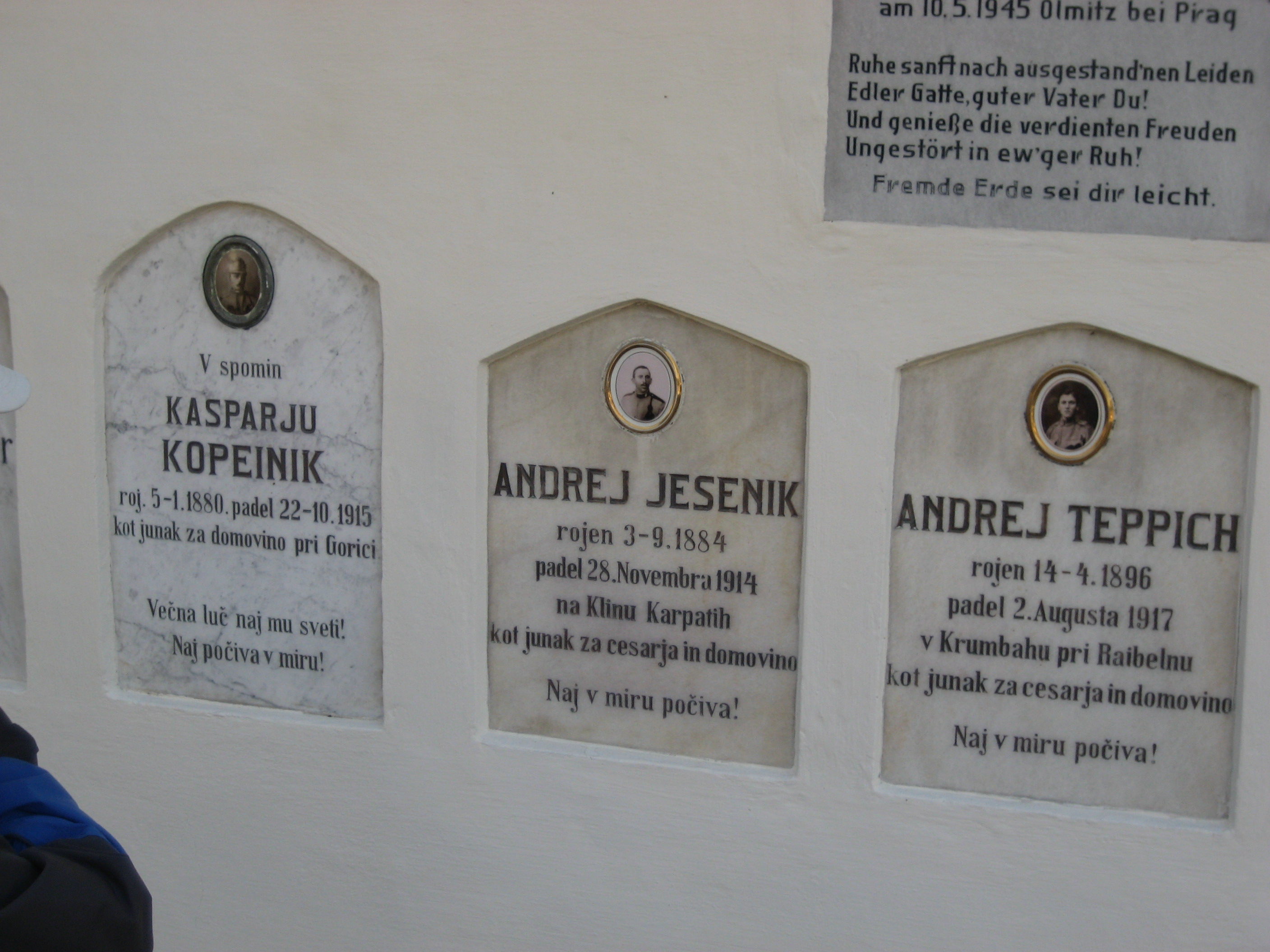
Slowenische Grabsteine von Gefallenen des Ersten Weltkriegs

An der Außenmauer der Pfarrkirche befinden sich zahlreiche slowenische Grabsteine. Manche sind von gefallenen Soldaten im Ersten Weltkrieg, andere erinnern mit ihren poetischen Grabinschriften auf die Schicksale der Verstorbenen. Jozi Kokot, gestorben am 25. September 1944 in Mauthausen, erhielt ein besonderes Denkmal, und zwar in ein episches Gedicht, das sein Schicksal nachzeichnet. Daher ist es kulturhistorisches Denkmal der lokalen Geschichte.

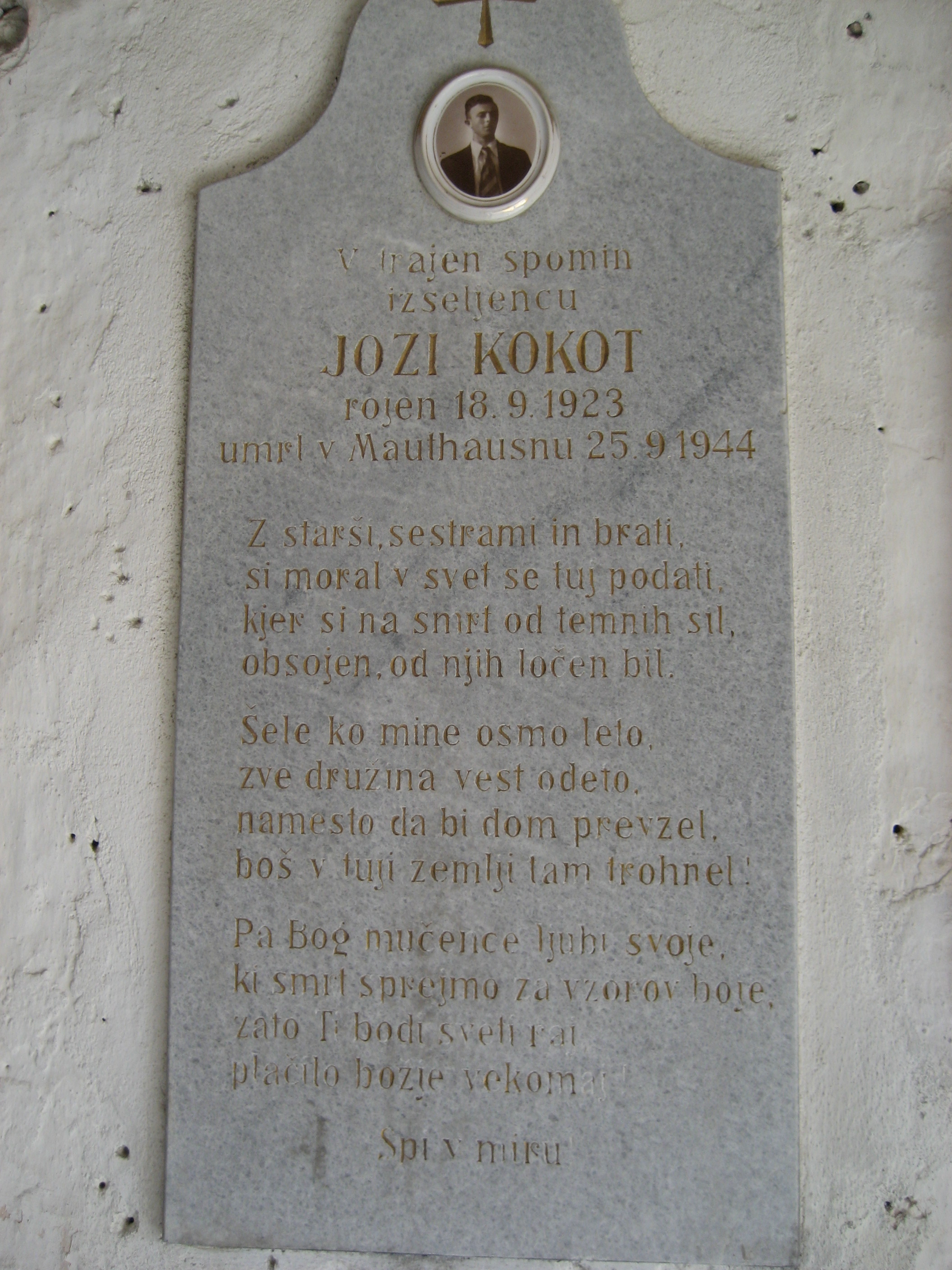
Grabstein von Jozi Kokot

## Grazkogel
An der Kreuzung der ehemaligen Köstenberger- und der alten Römerstraße, nordwestlich von Oberjeserz, steht eine Ruine am Grazkogel. Sie wird urkundlich im Jahr 1353 mit „turen und hof cze Chestnich“ erwähnt. Zirka 150 cm hohe Mauerreste eines quadratischen Turmes sowie eine 350 m lange Umfassungsmauer und Teile eines zweiten Ringes sind am Kogel erhalten.

## Schmarotzwald
„Schmarotzwald“ oder „Hochwart“ (slowenisch: Hovart oder Črni grad) ist ein Weiler südlich von Köstenberg. Die einzige Sehenswürdigkeit dieser auf einer Waldlichtung gelegenen Häuserrotte ist die Burgruine Hochwart (slowenisch: Črni grad), die vom Weiler ausgehend nach 15-minütigem Fußmarsch über einen Waldweg erreicht werden kann.

## Andrej Schuster-Drabosnjak und das slowenische Kulturleben

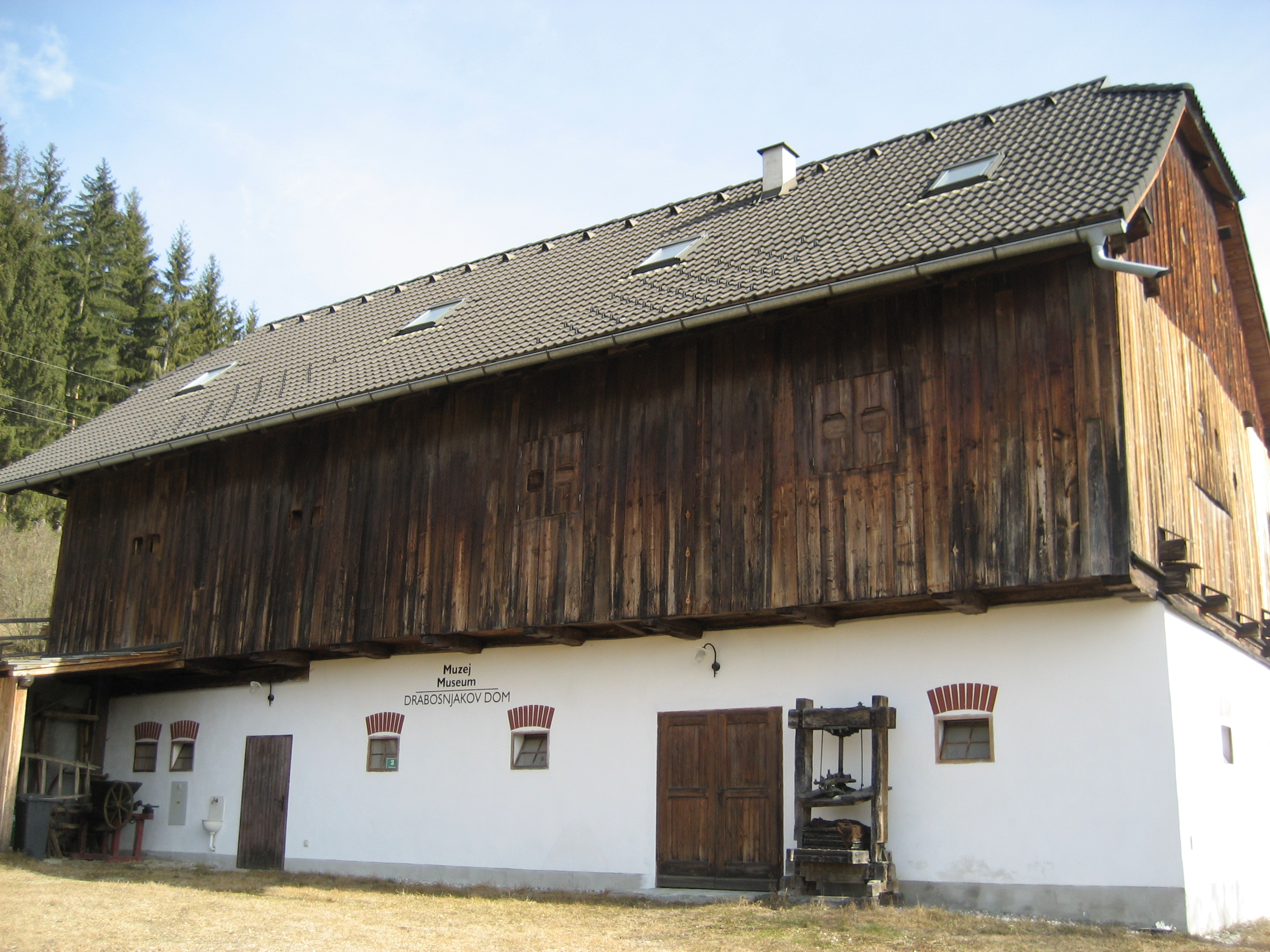
Köstenberg/Kostanje – Drabosnjak-Museum der Alltagskultur

Andrej Schuster, vulgo Drabosnjak (* 6. Mai 1768 in Drabosenig/Drabosinje; † 22. Dezember 1825 in Umberg/Umbar) zählt zu den großen Söhnen der Gemeinde. Von Beruf war er Bauer, von Berufung Volksdramatiker, Volksliterat und Volkspoet. Er war Vertreter der spezifischen slowenischen literarischen Strömung des Bukovništvo, die von autodidakten Autoren getragen wurde und die ihre Wurzeln in der slowenischen protestantischen Sprachkultur hat.
Er schrieb geistliche Volksschauspiele, die vielfach abgeschrieben, adaptiert und von Laienschauspielern im 19., in der ersten Hälfte des 20. Jahrhunderts und bis heute aufgeführt wurden. Berühmt sind das Stück vom verlorenen Sohn Izgubljeni sin und das Hirten- oder Weihnachtsspiel Pastirska igra. Sein Pasijon, ein Passionsspiel, wurde vielfach als Volkstheater mit zahlreichen Laienschauspielern im Freien aufgeführt, so auch in Köstenberg/Kostanje.
Der heimische slowenische Kulturverein ist nach ihm benannt und heißt Slovensko prosvetno društvo Drabosnjak na Kostanjah (Slowenischer Kulturverein Drabosnjak in Köstenberg). Dieser wurde 1903 als slowenischer Bildungsverein gegründet. Wie alle slowenischen Bildungsvereine der Zeit galt die besondere Sorgfalt der Sprachkultur, dem Gesang und der Volksbildung. In Köstenberg war mit Schuster-Drabosnjak die Tradition des Volksschauspiels besonders gegenwärtig.
Die Pfarrkirche Köstenberg/Kostanje, die Filialkirchen Dröschitz/Trešiče, Kerschdorf/Črešnje, Oberdorf/Gornja vas werden als zweisprachig ausgewiesen.

### Andrej Kokot
Andrej Kokot war ein Lyriker, Übersetzer und Zeitzeuge. Seine erste Gedichtsammlung erschien im Jahr 1969 (Zemlja molči). Weitere folgten: 1970 Ura vesti, 1972 Čujte, zvonovi pojo, 1974 Onemelo jutro. In seiner Sammlung Kamen molka (1979) und Kaplje žgoče zavesti (1982) kehrte er zu traditionellen poetischen Formen zurück. Kokot schrieb auch Kindergedichte, so Ringaraja 1983. Gedichte in deutscher Übersetzung wurden unter dem Titel Die Totgeglaubten im Jahr 1978 veröffentlicht. Eine Auswahl wurde im zweisprachigen Referenzwerk zur slowenischen Literatur in Kärnten von Reginald Vospernik u. a. publiziert.
Andrej Kokot ist auch Zeitzeuge. Als Kind wurde er, weil er Slowene war, gemeinsam mit seiner Familie am 14. April 1942 von den Nationalsozialisten in deutsche Lagerhaft deportiert. Erinnerungen veröffentlichte er erstmals im Jahr 1996 (Neuauflage 2012). Sein Bruder Jozi wurde im KZ Mauthausen ermordet.

### Drabosnjak auf Schritt und Tritt
In Oberdorf/Gornja vas bei Köstenberg steht ein Drabosnjak-Denkmal.
In Oberjeserz/Zgornje Jezerce trägt seit dem Jahr 2012 eine Verbindungsstraße den Namen A.-S.-Drabosnjak-Straße.
In Köstenberg/Kostanje befindet sich das Drabosnjak-Museum (Drabosnjakov dom), ein Museum der Alltagskultur unter der Leitung des Slowenischen Volkskundeinstituts Urban Jarnik.

## Freizeit, Kultur und Sport
- Ausgangspunkt für Wanderungen auf den Ossiacher Tauern.
- Jährlich im Juni stattfindender Volksberglauf. VOM SEE ZUM BERG - Tauernberglauf 2007
- Radfahrgelegenheiten in kupiertem Gelände.
- Ein 18-Loch-Platz
- DSG Union Köstenberg – Fußball und Fitness
- Union LFL Köstenberg – Ski alpin, nordisch, Fitness und Motocross
- SPD Drabosnjak, Slowenischer Kulturverein Drabosnjak, Köstenberg/Kostanje[20]
- Drabosnjak-Museum der Alltagskultur (Köstenberg/Kostanje) unter der Leitung des Slowenischen Volkskundeinstituts Urban Jarnik.

## Persönlichkeiten
- Andrej Schuster-Drabosnjak (1768–1825), slowenischer Volkspoet
- Andrej Kokot (1936–2012), slowenischer Dichter